# مارینا (خواننده)
مارینا (لهستانی: Marina؛ زادهٔ ۳ ژوئیهٔ ۱۹۸۹) بازیگر، ترانه‌سرا و خواننده اهل لهستان است. وی از سال ۱۹۹۸ میلادی تاکنون مشغول فعالیت بوده‌است. وی همسر فوتبالیست لهستانی وویچیخ شچنسنی است.
از فیلم‌ها یا مجموعه‌های تلویزیونی که وی در آن‌ها نقش داشته است، می‌توان به ۳۹ و نیم و دهن‌به‌دهن اشاره نمود.